# شورش‌های یافا
شورش‌های یافا (انگلیسی: Jaffa riots) شورش‌های خشونت‌آمیز در فلسطینِ تحت قیمومیت، از ۱ تا ۷ مه ۱۹۲۱، مجموعه‌ای از شورش‌های خشونت‌آمیز بودند که در ابتدا به عنوان درگیری بین دو گروه یهودی آغاز شد، اما به حمله اعراب به یهودیان و سپس حملات تلافی‌جویانه یهودیان به اعراب تبدیل شد. این شورش در یافا آغاز شد و به سایر نقاط کشور گسترش یافت. این شورش منجر به کشته شدن ۴۷ یهودی و ۴۸ عرب و زخمی شدن ۱۴۶ یهودی و ۷۳ عرب شد.